# Chiamami Napoleone
Chiamami Napoleone è un brano musicale del cantante italiano Samuele Bersani, pubblicato come singolo l'8 novembre 2013 quale secondo estratto dall'album Nuvola numero nove.

## Il brano
La canzone è una parodia sull'Italia contemporanea in cui l'autore usa diverse metafore (tra cui quella dello "stivale" che diventa "pantofola") per sottolineare in maniera umoristica il declino del Paese.

## Video musicale
Il videoclip, diretto da Bruno D'Elia, è stato pubblicato il 9 novembre 2013 sul canale YouTube del cantante. Inoltre il video, realizzato in graphic motion e ispirato alla copertina dell'album, è stato scritto a quattro mani dallo stesso Bersani e dal regista.

## Tracce
Download digitale
1. Chiamami Napoleone - 3:09

## Personaggi citati
- Napoleone Bonaparte
- Giulio Cesare
- Ennio Morricone
- Wolfgang Amadeus Mozart
- Ludwig van Beethoven
- Modà
- Dio Padre
- Claudia Cardinale
- Monica Vitti
- Sergio Leone
- Federico Fellini